# Jazz à Juan
Jazz à Juan è un evento che si svolge in Francia ogni anno sin dal '60. È uno dei festival più antichi del continente e si trova sulla costa, nelle località balneari della Francia mediterranea Antibes e Juan les Pins. Qui si può ascoltare il jazz latino, cool jazz, free jazz, jazz rock, modern jazz, gospel, blues, electro jazz.